# Apiomyia bergenstammi
Apiomyia bergenstammi är en tvåvingeart som först beskrevs av Wachtl 1882.  Apiomyia bergenstammi ingår i släktet Apiomyia och familjen gallmyggor. Inga underarter finns listade i Catalogue of Life.